# Norman Rupert Barrett
Norman Rupert Barrett (* 16. Mai 1903 in Adelaide; † 8. Januar 1979 in London) war ein australisch-britischer Chirurg. Nach ihm wurden unter anderem das Barret-Ulkus (Barrett-Syndrom) bzw. die Barrett-Metaplasie und der Barrett-Ösophagus benannt.

## Leben
Barrett wurde in Australien geboren, kam aber als Zehnjähriger ins Vereinigte Königreich, wo er studierte und zeitlebens arbeitete. Er erhielt seine Ausbildung im Eton College und am Trinity College der Universität Cambridge. 1928 graduierte er am St Thomas’ Hospital (London).
Am 7. März 1947 operierte er als Erster erfolgreich eine spontane Ösophagusruptur (Boerhaave-Syndrom). Barrett beschrieb die refluxbedingte Umwandlung des Plattenepithels der distalen Speiseröhre in ein Zylinder-Epithel, was als Barrett-Ösophagus bezeichnet wird, häufig mit einem Zwerchfellbruch verbunden ist und in bis zu 14 % zu einem Adenokarzinom führt.
1962 wurde er Präsident der Thoraxchirurgen von Großbritannien und Irland. Von 1946 bis 1971 war er Herausgeber der Fachzeitschrift Thorax.
Barrett betätigte sich zudem auch als Medizinhistoriker.